# ワズィーリスターン

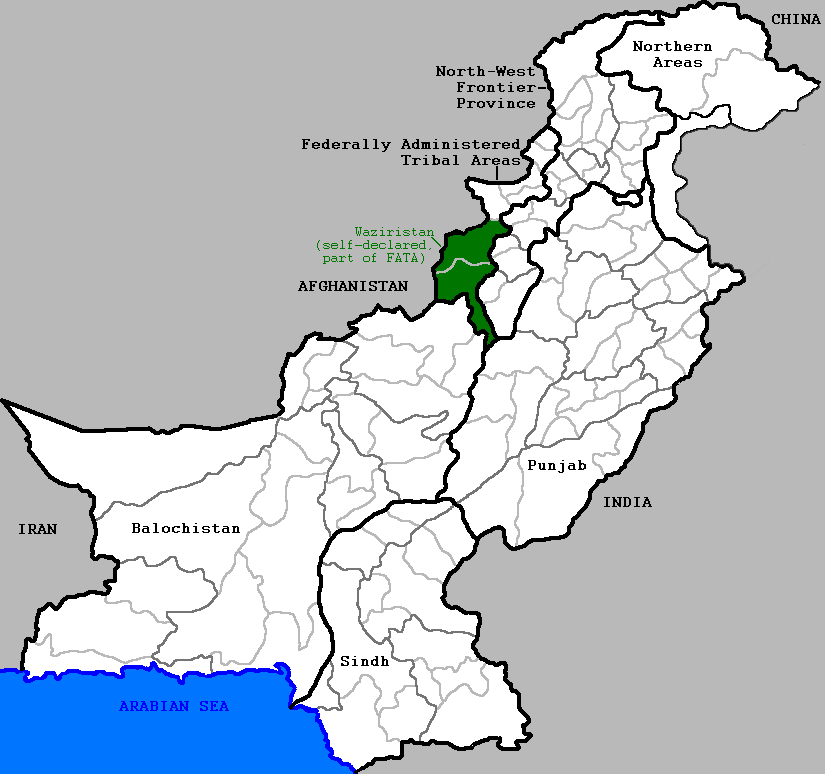
緑色のエリアが（南北）ワジリスタン

ワズィーリスターン（ウルドゥー語・パシュトー語: وزیرستان、英語：Waziristan）は、パキスタン北西部のカイバル・パクトゥンクワ州（旧・連邦直轄部族地域（FATA））にある地域である。面積はおよそ11,585km²。日本語ではワジリスタンという表記も多い。

## 地理
荒れた山岳地帯で、国境に位置し、西にはアフガニスタンのパクティーカー州がある。ペシャーワルに近接し、カイバル・パクトゥンクワ州の最西端となる。

## 歴史
ワズィーリスターンは1893年までイギリス領インド帝国の支配の及ばない辺境の部族地域で、ワズィーリスターンからムスリムの部族が度々帝国内に侵入を試みたため、1860年から1945年にかけてイギリスは何度も軍隊を派遣し鎮圧しようとした。

### ワズィーリスターン暴動
1919年、アフガニスタンが第三次アフガン戦争でイギリス領インド帝国に攻め込むと、それに触発されてワズィーリスターン暴動が起こった。アフガニスタンとイギリスの間で休戦が発効した後も、ワズィール族は1920年まで激しい攻撃を続けた。イギリスは同年にイラクで発生した暴動同様に航空勢力を動員して鎮圧した。
1936年 - 1939年、
ワズィーリスターン暴動。

### パキスタン編入
1947年、ワズィーリスターンはパキスタンに編入された。

### ワズィーリスターン紛争
2004年3月16日 - 3月23日、ワナの戦い。
2018年5月31日の憲法改正に伴い、カイバル・パクトゥンクワ州に編入された。

## 政治
ワズィーリスターンの各部族は「大会議」（ロヤ・ジルガ）を構成する長老を中心に男性だけによって統治され、女性は社会的な活動だけでなく家事からも遠ざけられている。部族内の絆は、ワズィーリスターンに適用されてきた「辺境犯罪規則」の「集団責任法」によって堅固に保たれてきたが、2018年に廃止された。血の抗争が絶えない勇ましい風土で知られてきた。

## 行政区分

### 北ワズィーリスターン管区
ミーランシャー（Miranshah）の町を中心としワズィール族に属するDarwesh Khel族が住んでいる。人口はおよそ36万人（1988年推計）、面積は4,473km²。 ほとんどが要塞化された山間の村落に住んでいる。アフガニスタンのホースト州と接し、国境の出入りは自由な状態である。

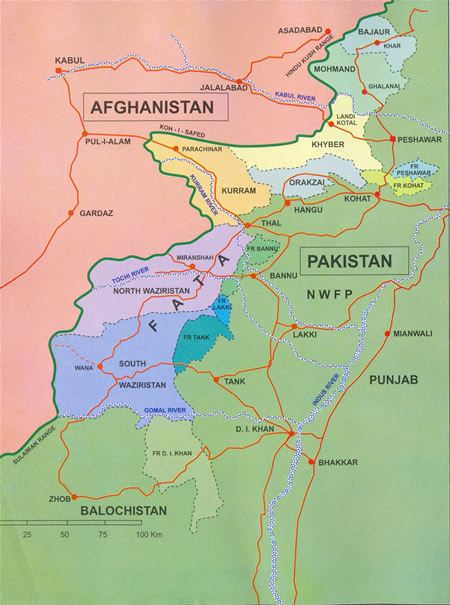
北ワズィーリスターン（紫色）と南ワズィーリスターン（青色）

ターリバーン（ハッカーニ・ネットワーク）などの武装組織がアフガニスタンから北ワズィーリスターンへ越境して軍事拠点としているが、パキスタン政府との大きな衝突は避けられている。

### 南ワズィーリスターン管区
人口はおよそ43万人（1988年推計）、面積は6,500km²。中心となる町はワナ（Wana）。パキスタンで最も政情不安な地域であり、パキスタン政府の支配だけでなく外部勢力が侵入しワズィール族の支配が及んでいない地域も多い。ワズィール族の宗教指導者は伝統的に部族外から選ばれることが多かった。ワズィール族の他に同じパシュトゥーン人に属するMahsud族とBurki族も居住している.

## 住民

### 民族
ワズィーリスターン全域がパシュトゥーン人のワズィール族が住む。

### 言語
ワズィーリウォラ語を用いる。